# Christoph Weiditz

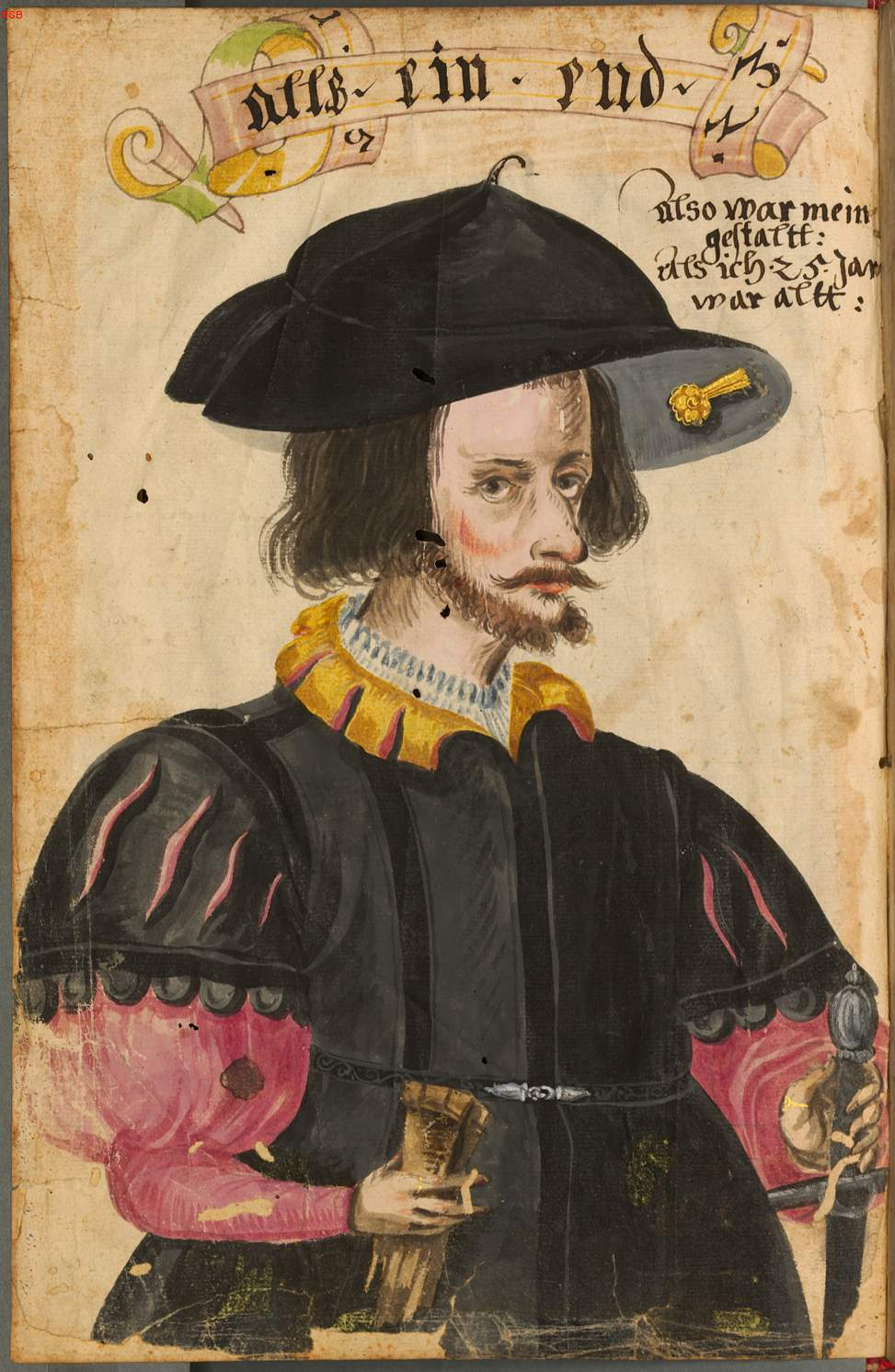
Autorretrato de Christoph Weiditz, enero de 1523.

Christoph Weiditz (Estrasburgo, 1498-Augsburgo, 1559) fue un escultor, dibujante y orfebre alemán, famoso principalmente como medallista.

## Biografía
Fue hijo de Hans Weiditz el Viejo (Hans Weiditz der Ältere, Hans Weiditz I, Estrasburgo, ca. 1475-ca. 1516), escultor activo en Friburgo entre 1497 y 1514, y hermano de Hans Weiditz, el Joven (1493-1537), famoso grabador en madera.
Residió gran parte de su vida entre Estrasburgo y Augsburgo. Allí hizo pequeñas esculturas y especialmente medallas, de las que se conocen hoy en día ciento diecisiete ejemplares, con retratos individuales en los que se aprecia una evolución que va desde un ingenuo primitivismo alemán hasta la introducción de modelos renacentistas italianos.
Entre 1528 y 1529 estuvo en España y dibujó la manera de vestir de los habitantes de la península ibérica. Fue también en ese momento cuando conoció y dibujó en su Trachtenbuch (libro de costumbres o vestidos) las primeras descripciones llegadas a Europa de indios y jugadores de pelota aztecas gracias a los relatos de Hernán Cortés, que acababa de regresar de América. Este manuscrito se conserva en Núremberg, en el Germanisches Nationalmuseum, con la signatura Hs. 22474.

## Galería

Dibujos
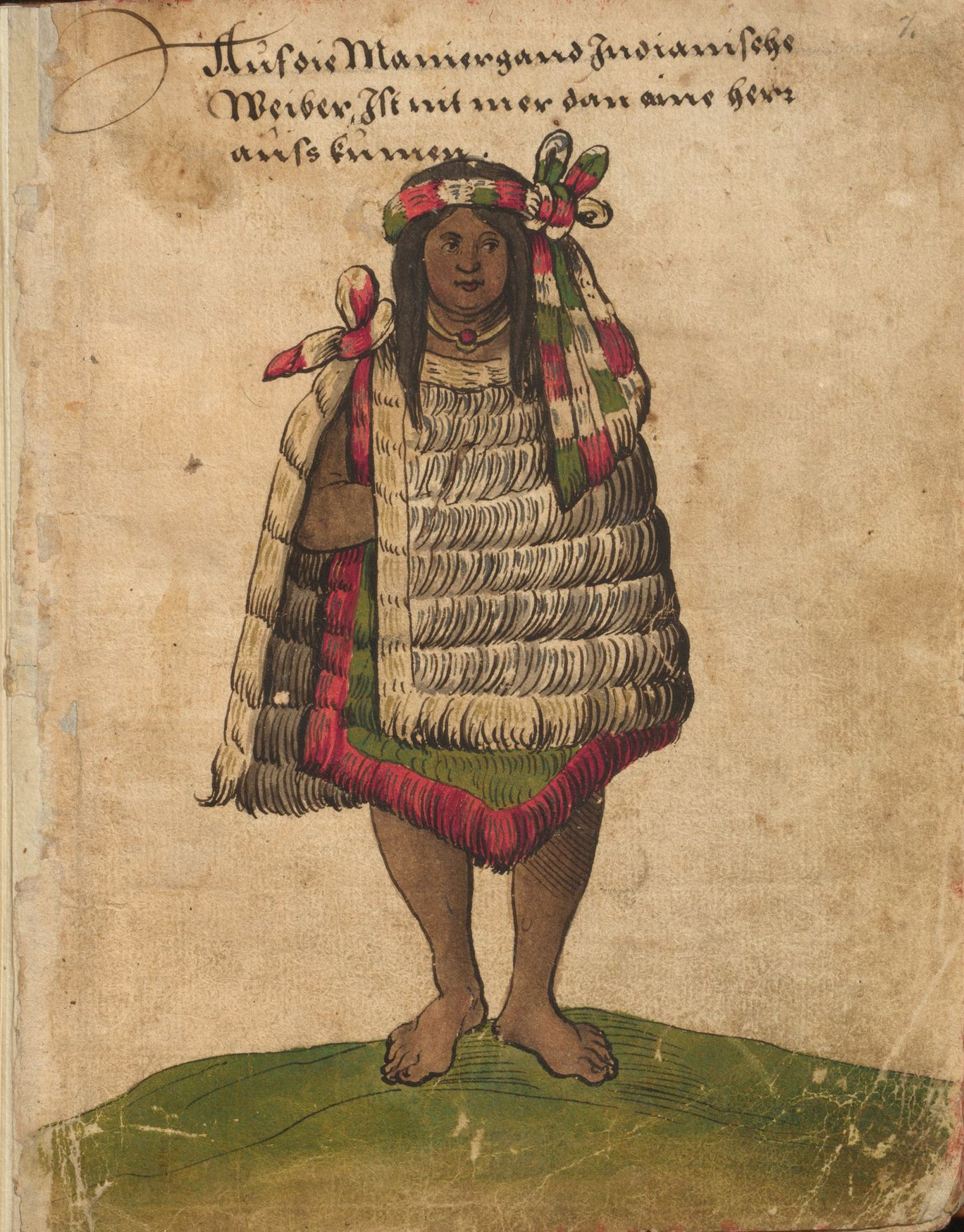
Auf die Manier gand Indianische Weiber, Ist nit mer dan aine herrauss kumen. p.1
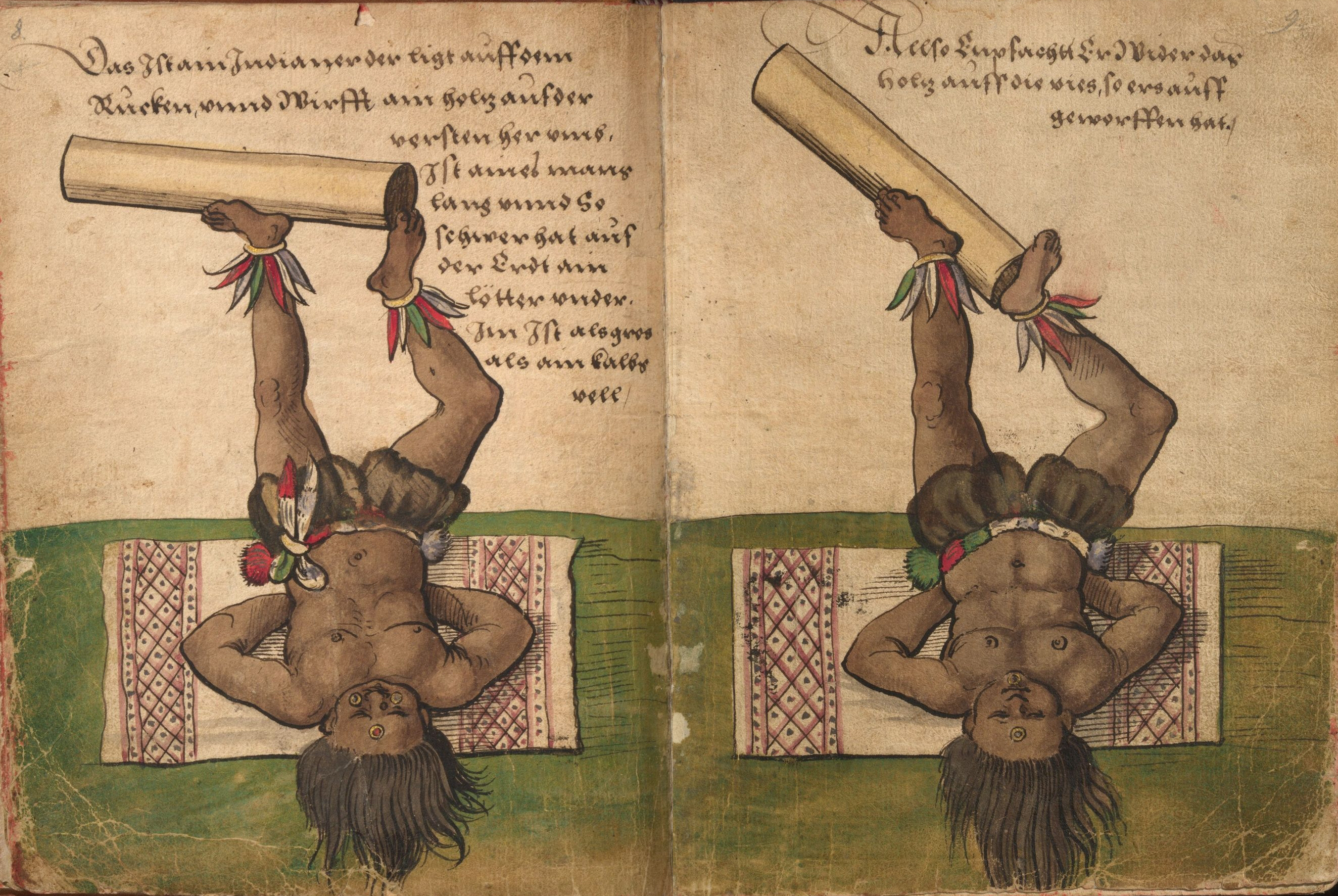
Das Ist ain Indianer der ligt auff dem Rucken, vnnd Wirfft ain holtz aus der versten heraus, Ist aines mans lang vnnd so schwer hat auf der Erdt ain lötter vnder Im Ist als gros als ain kalbs vell p. 8-9
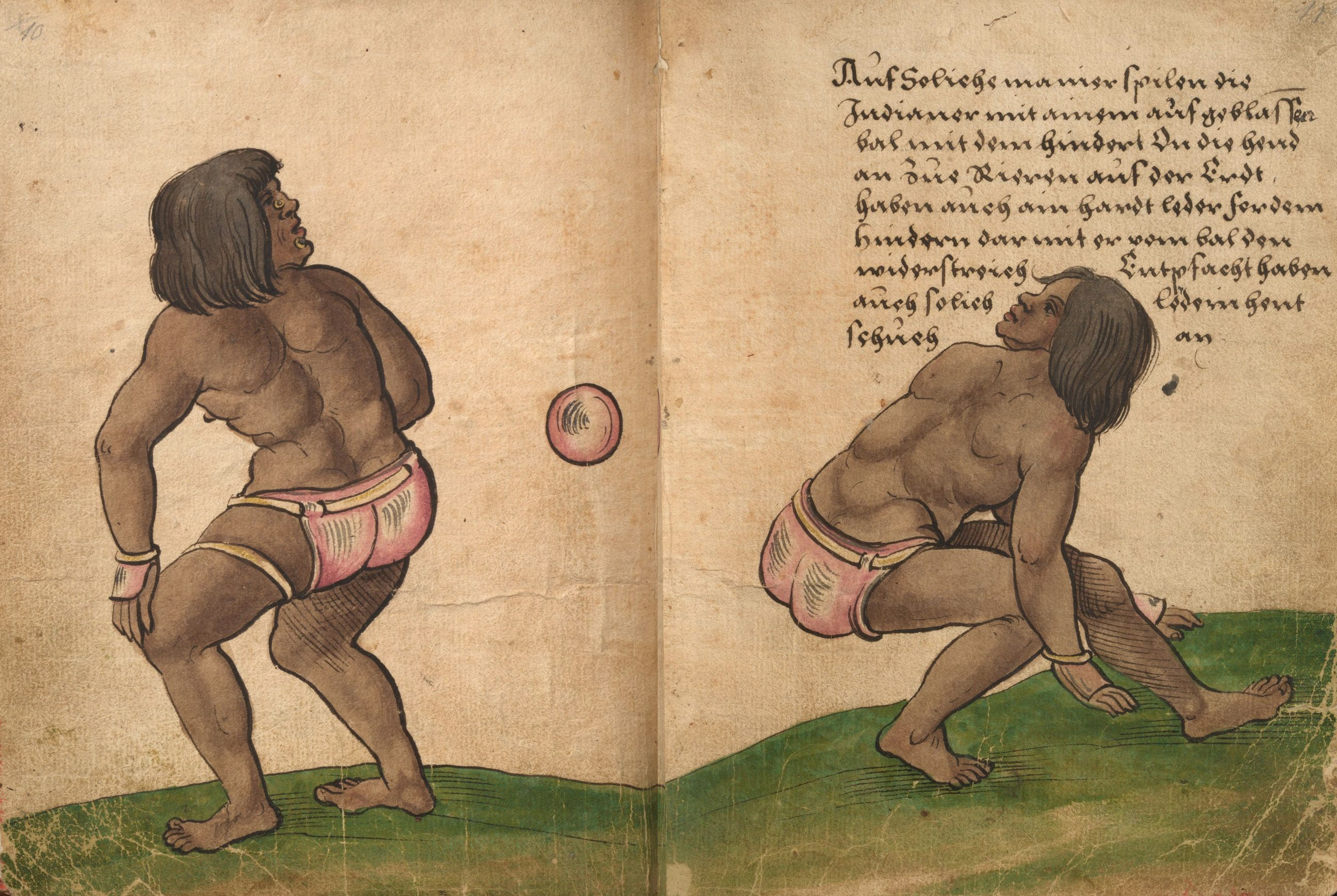
Indianer beim Ballspiel p. 10-11
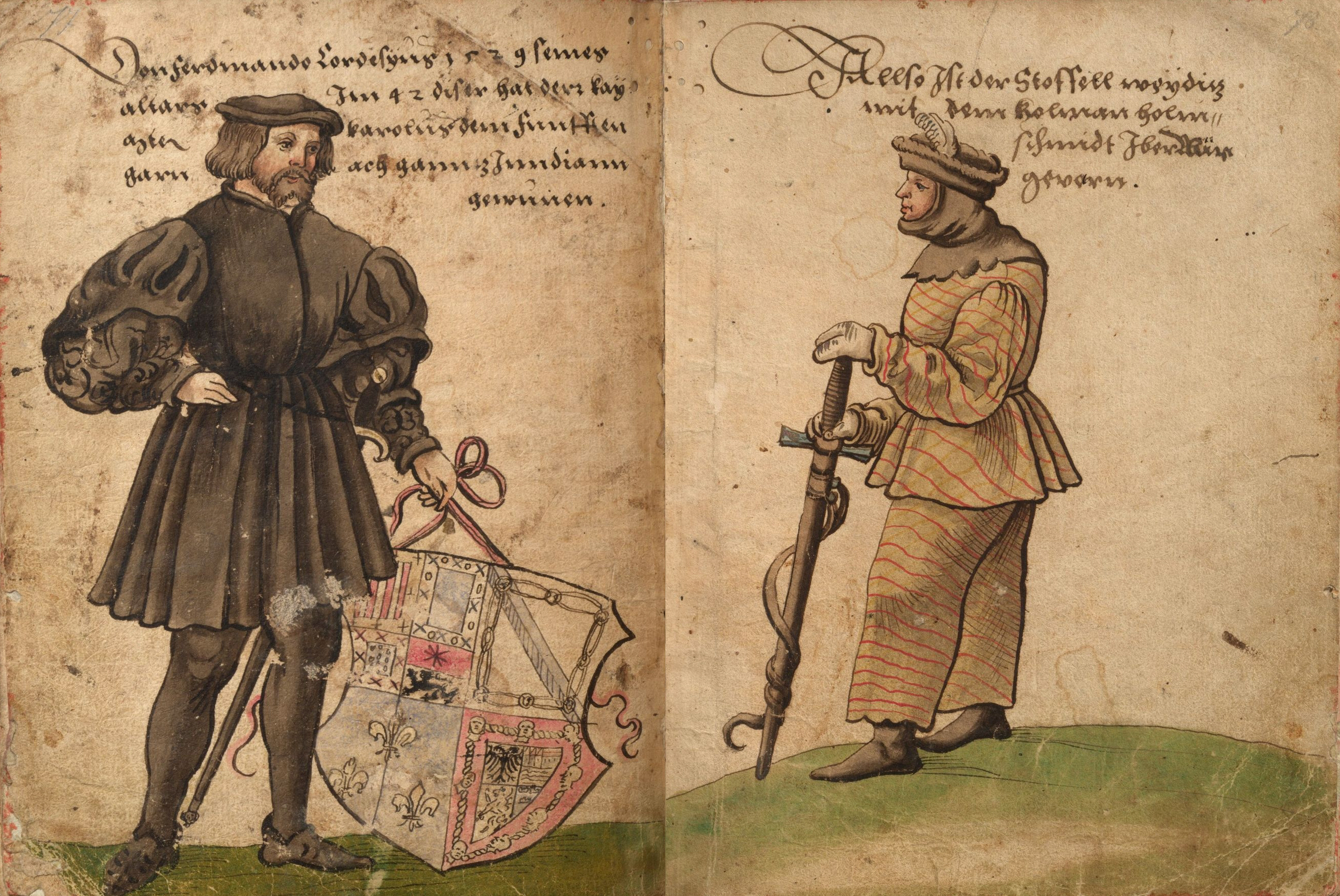
Hernán Cortés p.77
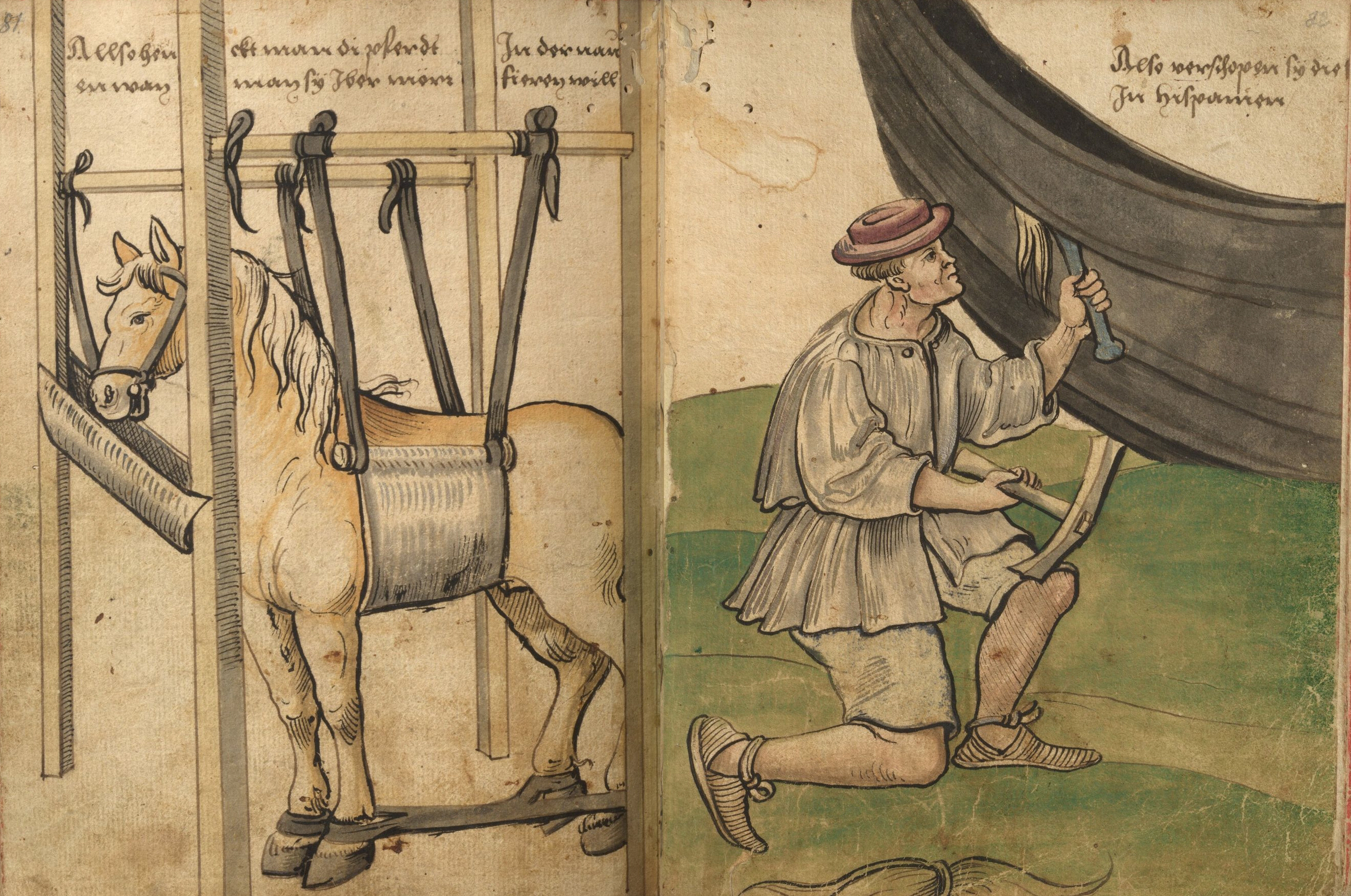
Wie die Pferde in die Schiffe verfrachtet werden p. 81-82